# Coleophora bifurcella
Coleophora bifurcella é uma espécie de mariposa do gênero Coleophora pertencente à família Coleophoridae.